# Flora Berolinensis Prodromus
Flora Berolinensis Prodromus (abreviado Fl. Berol. Prodr.) es un libro con ilustraciones y descripciones botánicas que fue escrito por el botánico, pteridólogo, micólogo y farmacéutico alemán Carl Ludwig Willdenow. Fue publicado en Berlín en el año 1787 con el nombre de Flora Berolinensis Prodromus Secundum Systema Linneanum ab Illustr. viro ac Eq. C. P. Thunbergio Emendatum Conscriptus.